# NGC 3436
NGC 3436 est une galaxie spirale située dans la constellation du Lion. NGC 3436 a été découverte par l'astronome américain David Peck Todd en 1877.

## Caractéristiques

### Distance
Sa vitesse par rapport au fond diffus cosmologique est de 6 894 ± 25 km/s, ce qui correspond à une distance de Hubble de 101,7 ± 7,1 Mpc (∼332 millions d'al).

### Émission de radiation ultraviolette
NGC 3326 est une galaxie dont le noyau brille dans le domaine de l'ultraviolet. Elle est inscrite dans le catalogue de Markarian sous la cote Mrk 1266 (MK 1266).